# Liste du patrimoine mondial en Haïti
Cet article recense les sites inscrits au patrimoine mondial à Haïti.

## Statistiques
Haïti ratifie la Convention pour la protection du patrimoine mondial, culturel et naturel le 18 janvier 1980. Le premier site protégé est inscrit en 1982.
En 2013, Haïti compte un site inscrit au patrimoine mondial, culturel. 
Le pays a également soumis un site à la liste indicative, culturel.

## Listes

### Patrimoine mondial
Les sites suivants sont inscrits au patrimoine mondial.
| Site                                                      | Département | Type                 | Date | Superficie (ha) | Lien | Notes | Coordonnées                         | Illus. |
| --------------------------------------------------------- | ----------- | -------------------- | ---- | --------------- | ---- | ----- | ----------------------------------- | ------ |
| Parc national historique - Citadelle, Sans-Souci, Ramiers | Nord        | Culturel, (iv), (vi) | 1982 |                 | 180  |       | 19° 34′ 26″ nord, 72° 14′ 38″ ouest |        |

### Liste indicative
Le site suivant est inscrit sur la liste indicative.
| Site                        | Département | Type                | Date | Superficie (ha) | Lien | Notes | Coordonnées                         | Illus. |
| --------------------------- | ----------- | ------------------- | ---- | --------------- | ---- | ----- | ----------------------------------- | ------ |
| Centre historique de Jacmel | Sud-Est     | Culturel (ii), (iv) | 2004 |                 | 1947 |       | 18° 13′ 59″ nord, 72° 31′ 59″ ouest |        |